# Glosar al Obiectivelor de Dezvoltare Durabilă ale Uniunii Europene
Glosarul conține definiții scurte ale termenilor specifici utilizați, cu link-uri suplimentare către pagini cu informații mai detaliate (în limba engleză), având rolul de a facilita înțelegerea termenilor specifici, așa cum sunt definiți în contextul legislației europene și utilizați în documentele instituțiilor europene sau în publicațiile Eurostat. În unele cazuri, din cauza diferențelor legislative, definițiile de la nivelul Uniunii Europene diferă de cele naționale.
Termenii sunt ordonați alfabetic.

## Definiții
Dezvoltare durabilă
Dezvoltare durabilă înseamnă creștere economică și progres social sustenabile (durabile), nu numai pentru prezent, ci și pentru generațiile viitoare. Combină dezvoltarea economică cu protecția mediului și justiția socială.
Statisticile UE privind veniturile și condițiile de viață (EU statistics on income and living conditions - EU-SILC)
Statisticile UE privind veniturile și condițiile de viață (EU-SILC) reprezintă sursa de referință pentru statisticile comparative privind distribuția veniturilor și incluziunea socială în Uniunea Europeană. Sunt utilizate pentru monitorizarea politicilor în cadrul Metodei deschise de coordonare.

EU-SILC a fost inițiat în 2003 pe baza unei înțelegeri între Eurostat, șase state membre (Austria, Belgia, Danemarca, Grecia, Irlanda, Luxemburg) și Norvegia. A fost lansat oficial în 2004 în cincisprezece țări și s-a extins în 2005 pentru a acoperi toate cele 25 de state membre de atunci ale UE, împreună cu Norvegia și Islanda. Bulgaria a lansat EU-SILC în 2006, în timp ce România, Elveția și Turcia au introdus sondajul în 2007. EU-SILC compilează două tipuri de date anuale:
- date transversale referitoare la un anumit timp sau o anumită perioadă de timp cu variabile privind venitul, sărăcia, excluziunea socială și alte condiții de viață,
- date longitudinale referitoare la schimbările la nivel individual în timp, observate periodic pe o perioadă de patru ani.

EU-SILC este un instrument multifuncțional care se concentrează în principal pe venituri. Sunt colectate date detaliate cu privire la componentele venitului, mai ales venitul personal, dar sunt incluse și câteva componente ale venitului gospodăriei. Cu toate acestea, se obțin informații despre excluziunea socială, condițiile de locuit, forța de muncă, educația și sănătatea.

EU-SILC se bazează pe ideea unui „cadru comun” și nu pe un „sondaj comun”. Cadrul comun definește:
- listele armonizate ale variabilelor țintă primare (anuale) și secundare (la fiecare patru ani sau mai puțin) care urmează să fie transmise către Eurostat,
- orientări și proceduri comune,
- concepte comune (gospodărie și venit) și clasificări care vizează maximizarea comparabilității informațiilor produse.

Populația de referință în EU-SILC include toate gospodăriile private și membrii lor actuali care au reședința pe teritoriul țărilor la momentul colectării datelor. Persoanele care trăiesc în gospodării colective și în instituții sociale sunt în general excluse din populația țintă. Unele părți mici ale teritoriului național, care reprezintă cel mult 2% din populația națională și teritoriile naționale pot fi excluse din EU-SILC. Toți membrii gospodăriei sunt incluși în monitorizare, dar sunt intervievați doar cei cu vârsta de 16 ani sau mai mult.
| Accident mortal la locul de muncă                                                                                     |
| --- |
| Un accident mortal la locul de muncă se referă la un accident de muncă soldat cu decesul victimei în termen de un an. |

| Agricultură ecologică |
| --- |
| Agricultura ecologică este o modalitate de producție agricolă care utilizează metode de producție ecologică și pune cel mai mare accent pe protecția mediului și a faunei sălbatice și, în ceea ce privește producția de animale, pe considerațiile de bunăstare a animalelor. Producția ecologică implică sisteme holistice de management al producției pentru culturi și animale, punând accent pe practicile de management în fermă în detrimentul inputurilor din afara fermei. Aceasta se realizează prin evitarea sau reducerea în mare măsură a utilizării substanțelor chimice sintetice precum îngrășăminte, pesticide (fungicide, erbicide, insecticide), aditivi și medicamente de uz veterinar, înlocuindu-le, acolo unde este posibil, cu metode de cultură, biologice și mecanice. Producătorii ecologici asigură sănătatea și fertilitatea solului prin rotația culturilor și folosind trifoiul pentru fixarea azotul atmosferic. Se evită producerea de culturi modificate genetic și utilizarea lor în hrana animalelor. În contextul Uniunii Europene, agricultura este considerată ecologică dacă respectă Regulamentul 834/2007 din 28 iunie 2007 privind producția ecologică și etichetarea produselor ecologice. Normele detaliate de punere în aplicare a regulamentului sunt stabilite în Regulamentul 889/2008. |

| Amoniac (NH3) |
| --- |
| Amoniacul (NH3), emis în principal de sectorul agricol, contribuie la procesele de acidificare și eutrofizare care afectează calitatea solului și a apei. |

| Apă uzată |
| --- |
| Apa uzată este apa care nu mai are parametrii necesari pentru a putea fi utilizată imediat din cauza calității, cantității sau momentului producerii. Cu toate acestea, apele uzate provenite de la un utilizator pot fi uneori folosite de un alt utilizator, în alt scop. |

| Ape uzate urbane |
| --- |
| Apele uzate urbane sunt definite în Uniunea Europeană, în Directiva Consiliului 91/271/EEC, ca ape uzate menajere sau amestec de ape uzate menajere cu ape uzate industriale și/sau ape pluviale infiltrate în rețeaua de canalizare. |

| Aport direct de materiale |
| --- |
| Aportul direct de materiale (ADM) este un indicator derivat din conturile fluxului de materiale la nivel de economie. ADM măsoară aportul direct și efectiv de materiale într-o anumită economie națională, provenind din mediul natural local sau din restul lumii. Acesta include cantitatea totală de materiale (excluzând fluxurile de materiale în vrac precum apa și aerul) care au valoare economică și sunt disponibile pentru sistemul de producție al economiei naționale. ADM reprezintă volumul total de materiale sau scara de materiale a unei economii. ADM al unei anumite economii naționale este calculat ca suma extracției interne plus importurile fizice. Pentru țările individuale, toate importurile sunt luate în considerare pentru calculul ADM, întrucât pentru calculul ADM al UE agregată sunt excluse toate fluxurile comerciale intra-UE. Relația dintre consumul intern de materiale (CIM) și ADM indică în ce măsură aportul de resurse materiale este utilizat pentru consumul intern propriu sau este exportat pentru a fi consumat în alte economii. |

| Asistență oficială pentru dezvoltare |
| --- |
| Asistența oficială pentru dezvoltare (AOD) sau „ajutorul oficial” constă în granturi sau împrumuturi acordate de sectorul oficial țărilor sau teritoriilor de pe lista oficială de beneficiari a Comitetului de asistență pentru dezvoltare al OCDE sau agențiilor multilaterale. Obiectivul principal este de a promova dezvoltarea economică și bunăstarea în țările beneficiare. Pe lângă AOD, finanțarea totală pentru dezvoltare include și plăți nete, alte fluxuri oficiale (AFO) și fluxuri private. Alte fluxuri oficiale (AFO) sunt tranzacții care nu îndeplinesc cerințele de eligibilitate pentru AOD, fie pentru că nu vizează în primul rând dezvoltarea, fie deoarece componenta de grant este sub 25%. |

| Biodiversitate |
| --- |
| Biodiversitatea, o contracție a diversității biologice, se referă la numărul, varietatea și variabilitatea organismelor vii, inclusiv a oamenilor, într-o anumită zonă. Reducerea sau pierderea biodiversității subminează nu numai mediul natural, ci și obiectivele economice și sociale ale societăților umane, deoarece omenirea depinde de resursele naturale pentru hrană, energie, materii prime, aer curat și apă curată, care fac viața posibilă. Importanța păstrării biodiversității și posibilele consecințe ale nerespectării acestui lucru au făcut din aceasta o problemă internațională. |

| Brevet de invenție |
| --- |
| Un brevet de invenție este un drept de proprietate intelectuală, un titlu public de proprietate industrială care conferă titularului dreptul exclusiv de a utiliza invenția sa în domeniul tehnic pentru un număr limitat de ani. O cerere de brevet trebuie să fie aplicată pentru o invenție, adică o nouă soluție la o problemă tehnică care îndeplinește criteriile de: - noutate: soluția trebuie să fie inedită, - inventivitate: trebuie să implice o activitate inventivă neevidentă, - aplicabilitate industrială: trebuie să fie capabilă de utilizare industrială. Un brevet poate fi acordat unei firme, unei persoane sau unui organism public de către un oficiu de brevete. Acesta rămâne valabil într-o anumită țară sau zonă pentru o perioadă limitată de timp. |

| Cauza decesului prematur |
| --- |
| Cauza decesului prematur este definită ca boala sau rănirea care a declanșat șirul (secvența) de evenimente morbide (legate de boală) care au dus direct la deces sau circumstanțele accidentului sau violenței care au produs rănirea mortală. Această definiție este derivată din Clasificarea internațională a bolilor (ICD) a Organizației Mondiale a Sănătății. Deși definițiile internaționale sunt armonizate, este posibil ca statisticile să nu fie pe deplin comparabile între țări, deoarece clasificările pot varia atunci când cauza decesului este multiplă sau dificil de evaluat și din cauza procedurilor de notificare diferite. |

| Cerere de protecție internațională |
| --- |
| O cerere de protecție internațională se referă la o cerere de azil, așa cum este definită la art. 2(h) din Directiva Uniunii Europene 2011/95/UE, adică inclusiv cererile de statut de refugiat sau de statut de protecție subsidiară, indiferent dacă cererea a fost depusă la sosirea la frontieră sau din interiorul țării și indiferent dacă dacă persoana a intrat pe teritoriul țării legal (de exemplu, ca turist) sau ilegal. |

| Cetățenie |
| --- |
| Cetățenia este legătura juridică particulară dintre o persoană și statul său, dobândită prin naștere sau naturalizare, prin declarație, alegere, căsătorie sau prin alte mijloace conform legislației naționale. Un resortisant al unei țări terțe este orice persoană care nu este cetățean al Uniunii Europene, inclusiv apatrizii (art. 2.1 (i) din Regulamentul CE nr. 862/2007). Un apatrid nu este considerat resortisant de către niciun stat în temeiul legilor proprii, așa cum se prevede la articolul 1 din Convenția din 1954 privind statutul apatrizilor (Ghidul UNHCR privind apatridia nr. 1: Definiția „apatridului” la art. 1(1) din Convenția din 1954 privind statutul apatrizilor). Un non-cetățean recunoscut este o persoană care nu este cetățean al țării raportoare și nici al oricărei alte țări, dar care a stabilit legături cu acea țară, care includ unele, dar nu toate drepturile și obligațiile de cetățenie deplină. Necetățenii recunoscuți nu sunt incluși în numărul cetățenilor Uniunii Europene. |

| Cheltuieli interne brute pentru cercetare și dezvoltare |
| --- |
| Cheltuielile interne brute pentru cercetare și dezvoltare includ cheltuielile pentru cercetare și dezvoltare ale întreprinderilor comerciale, instituțiilor de învățământ superior, precum și organizațiilor guvernamentale și private non-profit. |

| Cheltuieli pentru cercetare și dezvoltare |
| --- |
| Cheltuielile pentru cercetare și dezvoltare (C&D) pot fi măsurate statistic în trei moduri complementare: - cheltuieli intramurale, - cheltuieli extramurale, - în funcție de fondurile alocate. Cheltuielile intramurale reprezintă totalitatea cheltuielilor pentru cercetare și dezvoltare din cadrul unei unități statistice sau sector economic, indiferent de sursa fondurilor. Sunt incluse și sumele cheltuite în afara unității sau sectorului, dar în sprijinul cercetării și dezvoltării intramurale (de exemplu, achiziționarea de materiale pentru cercetare și dezvoltare). Sunt incluse atât cheltuielile curente, cât și cele de capital. Cheltuielile extramurale reprezintă sumele pe care o unitate, organizație sau sector raportează că le-a plătit sau s-a angajat să le plătească unei alte unități, organizații sau sector pentru efectuarea activității de cercetare și dezvoltare într-o anumită perioadă. Aceasta include achiziționarea de cercetare și dezvoltare efectuată de alte unități și granturi acordate altora pentru efectuarea de cercetare și dezvoltare. Cheltuielile pentru cercetare și dezvoltare în funcție de fondurile alocate prezintă originea finanțării pentru cercetare și dezvoltare pentru o unitate statistică. Aceste transferuri de fonduri de cercetare și dezvoltare pot fi măsurate în două moduri: - raportare bazată pe destinatar a sumelor pe care o unitate, organizație sau sector le-a primit de la o altă unitate, organizație sau sector pentru efectuarea cercetării și dezvoltării intramurale, - raportare pe bază de sursă a cheltuielilor extramurale, care exprimă sumele pe care o unitate, o organizație sau un sector le-a plătit către o altă unitate, organizație sau sector pentru activitatea de cercetare și dezvoltare. Fondurile de cercetare și dezvoltare sunt identificate după două criterii: trebuie să existe un transfer direct de resurse și acest transfer trebuie să fie atât destinat, cât și utilizat pentru realizarea activității de cercetare și dezvoltare. În principiu, măsura de bază pentru cheltuielile de cercetare și dezvoltare sunt cheltuielile intramurale. |

| Clasificarea internațională a bolilor |
| --- |
| Clasificarea internațională a bolilor (ICD), este folosită pentru a clasifica bolile și alte probleme de sănătate pentru multe tipuri de înregistrări de sănătate și vitale (esențiale pentru viață), precum și pentru certificatele de deces. Pe lângă faptul că permit stocarea și regăsirea informațiilor de diagnostic în scopuri clinice, epidemiologice (care se ocupă cu studiul cauzelor, distribuției și controlului bolilor) și de calitate, înregistrările ICD formează, de asemenea, baza pentru compilarea statisticilor naționale privind mortalitatea și morbiditatea în statele membre ale OMS. |

| Clasificarea standard internațională a educației (ISCED) |
| --- |
| Clasificarea standard internațională a educației (ISCED), este un instrument de compilare a statisticilor educaționale comparabile la nivel internațional. Datele pe niveluri de educație/realizări de educație până în 2013 sunt clasificate conform ISCED 1997, iar datele din 2014 conform ISCED 2011. Datele pe domenii de educație sunt clasificate până în 2015 conform ISCED 1997, iar datele din 2016 sunt clasificate în funcție de ISCED-F 2013. |

| Clasificarea statistică a activităților economice din Comunitatea Europeană (NACE) |
| --- |
| Clasificarea statistică a activităților economice din Comunitatea Europeană (NACE) este clasificarea activităților economice din Uniunea Europeană. Termenul NACE este derivat din Nomenclature statistique des activités économiques dans la Communauté européenne. Din 1970 au fost dezvoltate diverse versiuni NACE. NACE este o clasificare din patru cifre care oferă cadrul pentru colectarea și prezentarea datelor statistice în funcție de activitatea economică într-o mare varietate de statistici europene în domeniile economic, social, de mediu și agricol. În 2023, a fost stabilită actualizarea 1 a NACE Revizia 2 (NACE Rev. 2.1). Aceasta va fi implementată progresiv în toate domeniile statistice relevante începând cu 2025. Au fost elaborate următoarele versiuni ale NACE: - NACE (1970), - NACE Rev. 1, prima revizuire a NACE original (1970), - NACE Rev. 1.1, o revizuire minoră a NACE Rev. 1, - NACE Rev. 2. a fost adoptată în 2006, - NACE Rev. 2.1 - prima actualizare a NACE Rev. 2. |

| Consum intermediar |
| --- |
| Consumul intermediar este un concept de conturi naționale care măsoară valoarea bunurilor și serviciilor consumate ca intrări dintr-un proces de producție. Exclude mijloacele fixe al căror consum este înregistrat drept consum de capital fix. Bunurile și serviciile pot fi ori transformate, ori epuizate în procesul de producție Consumul intermediar este evaluat (înregistrat statistic) la prețurile de achiziție. |

| Consumul intern de materiale |
| --- |
| Consumul intern de materiale (CIM) măsoară cantitatea totală de materiale utilizate direct de o economie și este definit drept cantitatea anuală de materii prime extrase de pe teritoriul intern, plus toate importurile fizice minus toate exporturile fizice. Indicatorul CIM oferă o evaluare a nivelului absolut de utilizare a resurselor și permite deosebirea consumului determinat de cererea internă de consumul determinat de piața de export. Este important de reținut că termenul „consum”, așa cum este utilizat în CIM, denotă consumul aparent și nu consumul final. CIM nu include fluxurile „ascunse” din amonte legate de importurile și exporturile de materii prime și produse. |

| Credite la export |
| --- |
| OCDE definește creditele la export ca fiind împrumuturi în scop comercial și care nu sunt reprezentate de un instrument negociabil. Acestea pot fi extinse de către sectorul guvernamental sau privat. Dacă sunt extinse de sectorul privat, acestea pot fi susținute de garanții guvernamentale; vezi http://www.oecd.org/dac/dac-glossary.htm#Export_Credits. |

| Datorie publică brută |
| --- |
| Datoria publică brută, cunoscută și ca datoria Maastricht, reprezintă valoarea nominală a datoriei brute totale restante la sfârșitul anului și consolidată între și în cadrul subsectoarelor guvernamentale. Datoria brută a administrațiilor publice cuprinde stocurile restante de pasive în moneda instrumentelor financiare, depozitele, titlurile de creanță și împrumuturile la sfârșitul perioadei de referință. |

| Decalajul de gen |
| --- |
| Decalajul de gen se poate referi la orice diferențe statistice între bărbați și femei. Totuși, de obicei se referă la diferențele în statisticile pieței muncii, cum ar fi diferența de remunerare între femei și bărbați, ocuparea forței de muncă și șomajul. |

| Densitatea populației |
| --- |
| Densitatea populației reprezintă numărul de locuitori pe kilometru pătrat. Pentru calcularea densității populației, conceptul de suprafață terestră (care exclude corpurile de apă interioară, cum ar fi lacurile sau râurile) ar trebui utilizat oriunde este disponibil. Cu toate acestea, în mai multe țări din Uniunea Europeană este utilizată suprafața totală, care include zona lacurilor și râurilor, deoarece este singurul concept pentru care sunt disponibile date. |

| Depozitarea deșeurilor |
| --- |
| Depozitarea deșeurilor se face în sau pe teren, în locații cu destinație specifică. Include depozite special concepute și depozitarea temporară, de peste un an, pe amplasamente permanente. Definiția acoperă atât depozitele de deșeuri din siturile interne, adică acolo unde un generator de deșeuri își desfășoară propria evacuare a deșeurilor la locul de producere, cât și în amplasamente externe. Depozitul de deșeuri este adesea denumit pur și simplu „groapă de gunoi”. |

| Deșeu |
| --- |
| Deșeu reprezintă orice produs (substanță sau obiect) pe care deținătorul îl elimină sau este obligat să îl elimine în conformitate cu dispozițiile legislației naționale în vigoare. Eliminarea deșeurilor constă în: - colectarea, sortarea, transportul și tratarea deșeurilor, precum și depozitarea supraterană sau subterană, - operațiile de transformare necesare reutilizării, valorificării sau reciclării. |

| Deșeuri municipale |
| --- |
| Deșeurile municipale constau în deșeuri colectate de către sau în numele autorităților municipale și eliminate prin sistemele de gestionare a deșeurilor. Deșeurile municipale constau în principal din deșeuri generate de gospodării, deși includ și deșeuri similare din surse precum magazine, birouri și instituții publice. |

| Diferența de remunerare |
| --- |
| Diferența de remunerare între femei și bărbați se referă la diferența de salariu mediu între femei și bărbați. Diferența de remunerare neajustată este calculată ca diferență dintre câștigul orar mediu brut al angajaților plătiți de sex masculin și feminin ca procent din câștigul orar mediu brut al angajaților plătiți de sex masculin. |

| Diferența relativă mediană a riscului de sărăcie |
| --- |
| Diferența relativă mediană a riscului de sărăcie (denumită și profunzimea sărăciei sau decalajul sărăciei) ajută la cuantificarea a cât de săraci sunt cei săraci și măsoară distanța dintre venitul median al persoanelor care trăiesc sub pragul sărăciei și pragul în sine. |

| Dioxid de carbon (CO2) |
| --- |
| Dioxidul de carbon (CO2) este un gaz incolor, inodor și neotrăvitor format prin arderea carbonului și ca urmare a respirației organismelor vii, fiind considerat gaz cu efect de seră. Emisii înseamnă eliberarea de gaze cu efect de seră și/sau precursori ai acestora în atmosferă într-o anumită zonă și perioadă de timp. Emisiile de dioxid de carbon sau emisiile de CO2 sunt emisii care decurg din arderea combustibililor fosili și fabricarea cimentului, acestea includ dioxidul de carbon produs în timpul consumului de combustibili solizi, lichizi și gazoși, precum și la arderea gazelor. |

| Echivalent normă întreagă) |
| --- |
| Echivalent normă întreagă (ENI) este o unitate de măsurare a persoanelor angajate sau studenților într-un mod care îi face comparabili, deși aceștia pot lucra sau studia un număr diferit de ore pe săptămână. Unitatea este obținută prin compararea numărului mediu de ore lucrate al unui angajat sau student cu numărul mediu de ore al unui lucrător sau student cu normă întreagă. Prin urmare, o persoană cu normă întreagă este considerată 1 ENI, în timp ce un lucrător/student cu normă parțială primește un punctaj proporțional cu orele pe care le lucrează sau le studiază. De exemplu, un lucrător cu normă parțială angajat timp de 20 de ore pe săptămână în care munca cu normă întreagă constă în 40 de ore, este considerat 0,5 ENI. Forța de muncă a unei întreprinderi, activități sau țări etc. poate fi apoi însumată și exprimată ca număr de echivalent normă întreagă. În contextul educației, unitatea ENI exprimă încărcarea reală de studiu a unui student în comparație cu perioada de studiu standard. |

| Ecosistem |
| --- |
| Un ecosistem, așa cum este definit de Convenția privind diversitatea biologică, este „un complex dinamic de comunități de plante, animale și microorganisme și mediul lor neviu care interacționează ca o unitate funcțională”. Serviciile ecosistemice reprezintă gama de beneficii oferite oamenilor de ecosistemele sănătoase. Aceste servicii includ aprovizionarea (cum ar fi hrana și lemnul), echilibrarea (de exemplu în privința climei, a inundațiilor și curățarea naturală a apei) și servicii culturale (spirituale, recreative, educaționale). |

| Educația adulților |
| --- |
| Educația adulților se adresează în mod special persoanelor care sunt considerate adulți, pentru a-și îmbunătăți calificările tehnice sau profesionale, pentru a-și dezvolta în continuare abilitățile, pentru a-și îmbogăți cunoștințele cu scopul de a finaliza un nivel de educație formală sau de a dobândi, reîmprospăta sau actualiza cunoștințe, aptitudini și competențe într-un anumit domeniu. Aceasta include și ceea ce poate fi denumit „educație continuă”, „educație recurentă” sau „educație a doua șansă”. Notă: Definiția generală a educației pentru adulți acoperă educația formală, non-formală și informală, iar indicatorul de participare a adulților la învățare acoperă doar educația și formarea formală și non-formală. Pentru mai multe informații, vezi Eurostat, Participarea la educație și formare. |

| Forța de muncă |
| --- |
| Forța de muncă sau „populația activă din punct de vedere economic”, include atât persoanele salariate (angajați și liber profesioniști) cât și șomeri, dar nu și pe cei inactivi economic, cum ar fi preșcolari, școlari, studenți și pensionari. |

| Gaze cu efect de seră (GES) |
| --- |
| Gazele cu efect de seră (GES) constituie un grup de gaze care contribuie la încălzirea globală și la schimbările climatice. Protocolul de la Kyoto, un acord de mediu adoptat de multe dintre părțile Convenției-cadru a Națiunilor Unite privind schimbările climatice (UNFCCC) în 1997 pentru a reduce încălzirea globală, prevede șapte gaze cu efect de seră: - gaze nefluorurate: - dioxid de carbon (CO2), - metan (CH4), - protoxid de azot (N2O), - gaze fluorurate: - hidrofluorocarburi (HFC), - perfluorocarburi (PFC), - hexafluorura de sulf (SF6), - trifluorura de azot (NF3). Convertirea lor în echivalent de dioxid de carbon (CO2) face posibilă compararea acestora și determinarea contribuțiilor lor individuale și totale la încălzirea globală. |

| Gospodărie |
| --- |
| O gospodărie, în contextul anchetelor privind condițiile sociale sau veniturile, cum ar fi EU-SILC sau Anchetele privind bugetul gospodăriei, este definită ca o unitate de menaj sau, din punct de vedere operațional, ca o unitate socială ai cărei membri: - au o organizare comună, - partajează cheltuielile casnice și necesitățile zilnice, - împart o reședință comună. O gospodărie include fie o persoană care trăiește singură, fie un grup de persoane, nu neapărat înrudite, care locuiesc la aceeași adresă cu menaj comun, adică împart cel puțin o masă pe zi sau cel puțin o cameră (sufragerie sau cameră de zi). Gospodăriile colective sau gospodăriile instituționale (spre deosebire de gospodăriile private) sunt, de exemplu: spitale, cămine de bătrâni, cămine de locuit, închisori, cazărmi militare, instituții religioase, pensiuni și cămine pentru muncitori etc. |

| Grad de urbanizare |
| --- |
| Gradul de urbanizare clasifică unitățile administrative locale („local administrative units” - LAU) drept municipii, orașe și suburbii sau zone rurale, pe baza unei combinații de contiguitate geografică și densitate a populației, măsurată prin praguri minime de populație aplicate celulelor grilei populației de 1 km2. Fiecare unitate administrativă locală aparține exclusiv uneia dintre cele trei categorii, care sunt definite după cum urmează: - municipii, denumite și zone dens populate – cod 1, - orașe și suburbii, denumite și zone cu densitate intermediară – cod 2, - zone rurale, denumite și zone slab populate – cod 3. Zonele urbane se referă la un agregat compus din municipii, orașe și suburbii (cu alte cuvinte, zone dens populate și zone cu densitate medie). Notă: În „municipii”, cel puțin 50% din populație trăiește într-un centru urban. Dacă mai puțin de 50% locuiește într-un centru urban, dar mai mult de 50% din populație trăiește într-un cluster urban, unitatea administrativă este clasificată în categoria „orașe și suburbii”, iar dacă mai mult de 50% din populație trăiește în afara unui cluster urban, este clasificată ca „zonă rurală”. Un centru urban este un grup de celule de grilă învecinate de 1 km2 cu o densitate de cel puțin 1.500 de locuitori pe km2 și o populație minimă de 50.000 de persoane. Un cluster urban este un grup de celule de grilă învecinate de 1 km2 cu o densitate de cel puțin 300 de locuitori pe km2 și o populație minimă de 5.000 de persoane. |

| Habitat                                                                                            |
| -------------------------------------------------------------------------------------------------- |
| Habitatele sunt zonele ecologice unice în care trăiesc anumite animale, plante sau alte organisme. |

| Impozit pe muncă |
| --- |
| Impozitele pe muncă sunt, în general, definite ca toate impozitele pe venitul personal, impozitele pe salarii și contribuțiile sociale ale angajaților și angajatorilor care sunt percepute pe veniturile din muncă (atât salariați, cât și neangajați). Datele privind impozitele pe muncă provin de la DG Impozitare și Uniunea Vamală (pagina web „Date privind impozitarea”). |

| Indice de masă corporală |
| --- |
| Indicele de masă corporală (IMC) este o măsură a greutății unei persoane în raport cu înălțimea, care se corelează destul de bine cu grăsimea corporală. IMC este acceptat ca fiind cel mai util indicator al obezității la adulți atunci când sunt disponibile doar datele privind greutatea și înălțimea. IMC se calculează împărțind greutatea corporală (în kilograme) la înălțimea (în metri) la pătrat. IMC este clasificat în cinci categorii: - <18,5: subponderali, - ≥18,5 și <25: greutate normală, - ≥25 și <30: pre-obezi, - ≥25: supraponderali, - ≥30: obezi. Indicele de masă corporală nu este calculat pentru copii. |

| Indicele păsărilor comune |
| --- |
| Indicele păsărilor comune include speciile comune de păsări de pădure și de fermă. Speciile de pădure includ ierunca (Tetrastes bonasia), pițigoiul sur (Poecile palustris), gaița (Garrulus glandarius), ciocănitoarea neagră (Dryocopus martius) și botgrosul (Coccothraustes coccothraustes), în timp ce speciile de fermă includ presura galbenă (Emberiza citrinella), vânturelul roșu (Falco tinnunculus), rândunica (Hirundo rustica), nagâțul (Vanellus vanellus), graurul (Sturnus vulgaris) și turturica (Streptopelia turtur). |

| Intensitatea cercetării și dezvoltării |
| --- |
| Intensitatea cercetării și dezvoltării pentru o țară este definită ca fiind cheltuielile de cercetare și dezvoltare ca procent din produsul intern brut (PIB). Pentru o întreprindere, intensitatea cercetării și dezvoltării este raportul dintre investiția în cercetare și dezvoltare a unei firme și veniturile acesteia (procentul din venit care este reinvestit în cercetare și dezvoltare). Cercetarea și dezvoltarea este principalul motor al inovației, iar cheltuielile și intensitatea cercetării și dezvoltării sunt doi dintre indicatorii cheie utilizați pentru monitorizarea resurselor dedicate științei și tehnologiei la nivel mondial. Guvernele se referă din ce în ce mai mult la repere internaționale atunci când își definesc politicile științifice și alocă resurse. Uniunea Europeană se situează în prezent atât în urma SUA, cât și a Japoniei în ceea ce privește cheltuielile pentru cercetare și dezvoltare ca proporție din PIB, în principal din cauza creșterii relativ lente a cheltuielilor de cercetare și dezvoltare a întreprinderilor. Consiliul European a stabilit un obiectiv general de 3% din PIB până în anul 2010, industria fiind invitată să contribuie cu două treimi la acest obiectiv. |

| Investiții străine directe |
| --- |
| Investițiile străine directe (ISD) sunt o investiție internațională în conturile balanței de plăți. În esență, o entitate rezidentă într-o economie caută să obțină un interes de durată într-o întreprindere rezidentă într-o altă economie. Un interes de durată presupune existența unei relații pe termen lung între investitorul direct și întreprindere și influența semnificativă a unui investitor asupra managementului întreprinderii. O întreprindere de investiții directe este una în care un investitor direct deține 10% sau mai mult din acțiunile ordinare sau din drepturile de vot (pentru o corporație) sau echivalent (pentru o celelalte companii). Fluxuri și poziții de ISD: prin fluxurile de investiții directe, un investitor construiește o poziție de ISD care are un impact asupra poziției investiționale internaționale a unei economii. Această poziție de ISD (sau stocul de ISD) diferă de fluxurile acumulate din cauza reevaluării (modificări ale prețurilor sau ratelor de schimb) și a altor ajustări, cum ar fi reeșalonarea sau anularea împrumuturilor sau a schimburilor de datorii-capital. |

| Kilogram de echivalent petrol (kgep) |
| --- |
| Kilogramul de echivalent petrol (kgep) este o unitate normalizată de energie. Prin convenție, este echivalent cu cantitatea aproximativă de energie care poate fi extrasă dintr-un kilogram de țiței. Este o unitate standardizată, căruia i se atribuie o putere calorică netă de 41.868 kilojuli/kg și poate fi utilizată pentru a compara energia din diferite surse. Alți purtători de energie pot fi transformați în kilograme de echivalent petrol (sau tone) prin utilizarea factorilor de conversie (1 tonă = 1.000 kg). |

| Locuință |
| --- |
| O locuință este o cameră sau o suită de camere (inclusiv dependințele, holurile și coridoarele) dintr-o clădire permanentă sau o parte separată structural a unei clădiri care, prin felul în care a fost construită, reconstruită sau transformată, este proiectată pentru a fi locuită de către o gospodărie privată tot timpul anului. O locuință poate fi ori o locuință unifamilială într-o clădire de sine stătătoare sau o clădire decomandată, ori un apartament într-un bloc. Locuințele includ garajele pentru uz rezidențial, chiar dacă sunt în afara locuinței sau aparțin unor proprietari diferiți. |

| Omucidere |
| --- |
| Omuciderea este definită ca uciderea intenționată a unei persoane, inclusiv uciderea, uciderea din culpă, eutanasierea și pruncuciderea. Exclude decesele din accidente rutiere, avortul și ajutorul la sinucidere. De asemenea, este exclusă tentativa (nefinalizată) de omucidere. Spre deosebire de alte infracțiuni, unitatea de calcul pentru omucidere este, în mod normal, mai degrabă victima decât cazul. Omuciderea este de obicei raportată din cauza gravității sale, iar definițiile variază mai puțin între țări decât pentru alte tipuri de infracțiuni, astfel încât valorile omuciderilor pot fi considerate mai comparabile între țări decât pentru alte tipuri de infracțiuni. |

| Particule |
| --- |
| Particulele reprezintă bucăți minuscule de materie solidă sau lichidă din atmosferă. Principalele surse din zonele urbane sunt vehiculele rutiere cu motor diesel, arderile din domeniul industrial, public, comercial și rezidențial. Particulele fine (PM10) măsoară mai puțin de 10 micrometri în diametru și pot fi inhalate adânc în plămâni, putând provoca inflamații și agravarea stării persoanelor care suferă de boli cardiace și pulmonare. |

| Pasager-kilometru (pkm) |
| --- |
| Un pasager-kilometru (pkm) este unitatea de măsură care reprezintă deplasarea unui pasager prin intermediul unui mod de transport definit (rutier, feroviar, aerian, maritim, căi navigabile interioare etc.) pe o distanță de un kilometru. |

| Pădure |
| --- |
| Pădurea este definită ca un teren pe care se găsesc arbori cu coroană (adică toate părțile arborelui se găsesc deasupra nivelului solului, inclusiv frunzele, ramurile sale etc.) cu un grad de acoperire de peste 10% și cu o suprafață de peste 0,5 hectare, iar arborii trebuie să poată atinge o înălțime minimă de 5 metri la maturitate. |

| Persoană supraponderală                                                                                  |
| --- |
| O persoană este considerată supraponderală dacă are un indice de masă corporală mai mare sau egal cu 25. |

| Persoane care trăiesc în gospodării cu intensitate foarte scăzută a muncii |
| --- |
| Indicatorul persoane care trăiesc în gospodării cu intensitate foarte scăzută a muncii este definit ca numărul de persoane care locuiesc într-o gospodărie în care membrii de vârstă activă au lucrat un timp de muncă egal sau mai mic de 20% din potențialul lor total de timp de muncă în cursul anului precedent. Intensitatea muncii unei gospodării este raportul dintre numărul total de luni pe care toți membrii gospodăriei în vârstă de muncă le-au lucrat în anul de referință al veniturilor și numărul total de luni teoretic pe care aceiași membri ai gospodăriei le-ar fi putut lucra în aceeași perioadă. Potențialul total al gospodăriei este numărul total de luni care ar fi putut, teoretic, să fie lucrate de către adulții din aceeași gospodărie. Lunile lucrate sunt măsurate în termeni de echivalent normă întreagă: „Pentru persoanele care au declarat că au lucrat cu jumătate de normă, o estimare a numărului de luni în termeni de echivalent normă întreagă este calculată pe baza numărului de ore lucrate în mod obișnuit la momentul interviului”. Indicatorul persoanele care locuiesc în gospodării cu intensitate foarte scăzută a muncii reprezintă persoanele între 0-64 de ani care locuiesc în gospodării în care se găsesc adulți cu vârsta între 18-64 de ani, dar excluzând studenții cu vârsta între 18-24 de ani și persoanele pensionate conform statutului economic actual autodefinit sau care beneficiază de orice pensie cu excepția pensiei de urmaș, precum și persoanele din categoria de vârstă 60-64 de ani care sunt inactive și locuiesc într-o gospodărie în care venitul principal sunt pensiile (cu excepția pensiei de urmaș), care au lucrat mai puțin de 20% din potențialul lor total de timp de muncă combinat în ultimele 12 luni. Gospodăriile compuse numai din copii, studenți cu vârsta sub 25 de ani și/sau persoane cu vârsta de 65 de ani sau mai mult sunt excluse din calculul indicatorului. |

| Politica agricolă comună |
| --- |
| Politica agricolă comună (PAC) este politica agricolă a Uniunii Europene, stabilită în temeiul articolului 33 din Tratatul de instituire a Comunității Europene. PAC are scopul de a ajuta fermierii europeni să răspundă nevoii de a hrăni peste 500 de milioane de europeni. Obiectivele sale principale sunt de a oferi consumatorilor o aprovizionare stabilă, produsă în mod durabil de alimente sigure, la prețuri accesibile, asigurând în același timp un standard de viață decent pentru 22 de milioane de fermieri și muncitori agricoli. PAC este una dintre cele mai importante politici ale UE din punct de vedere bugetar: cheltuielile agricole reprezintă aproximativ 40% din bugetul UE. Cadrul juridic este adoptat în comun de Consiliu și Parlamentul European. Punerea în aplicare a PAC este responsabilitatea statelor membre. |

| Populația conectată la un sistem de epurare a apelor uzate urbane |
| --- |
| Populația conectată la un sistem de epurare a apelor uzate urbane reprezintă proporția cetățenilor conectați la orice fel de sistem de colectare și epurare a apelor uzate efectuată în stații de epurare municipale de către autoritățile publice sau companii private în numele autorităților locale. În stațiile de epurare, apele uzate urbane sunt supuse în mod normal unei tratări biologice cu cel puțin o etapă secundară sau alt proces similar. Aceasta are ca rezultat o eliminare a cererii biochimice de oxigen (CBO) de cel puțin 70% și o eliminare a cererii chimice de oxigen (CCO) de cel puțin 75%. |

| Pregătirea deșeurilor pentru reutilizare |
| --- |
| „Pregătirea pentru reutilizare” constă în operațiuni de verificare, curățare sau reparare în vederea recuperării, prin care produsele sau componentele produselor devenite deșeuri sunt pregătite astfel încât să poată fi reutilizate fără nicio altă procesare. Condiția prealabilă pentru „pregătirea pentru reutilizare” este ca articolul respectiv să fie considerat deșeu, repararea sau curățarea articolelor care nu sunt deșeuri nu sunt incluse în această categorie. |

| Productivitatea energetică |
| --- |
| Productivitatea energetică este definită ca raportul dintre produsul interb brut și unitatea de consum intern brut de energie, măsurat în euro per kg de echivalent petrol. O parte din energia luată în considerare este consumată de gospodării, ceea ce înseamnă că nu este utilizată ca aport pentru activitățile de producție. Astfel, productivitatea energetică nu este direct comparabilă cu concepte precum productivitatea muncii sau a capitalului. Inversul indicatorului este „intensitatea energiei”. |

| Productivitatea muncii |
| --- |
| Productivitatea muncii măsoară cantitatea de bunuri și servicii produse de fiecare membru al forței de muncă sau producția per lucrător. Poate fi măsurată într-o varietate de moduri. Pentru indicatorii structurali, poate fi măsurată prin produsul intern brut (PIB) armonizat cu standardul puterii de cumpărare (SPC), fie raportat la numărul de persoane ocupate, fie la numărul de ore lucrate. În ambele cazuri, rezultatul este exprimat ca indice. În conturile naționale și statisticile structurale ale întreprinderilor, productivitatea muncii este adesea definită ca valoarea adăugată per angajat. |

| Productivitatea resurselor |
| --- |
| Productivitatea resurselor este o măsură a cantității totale de materiale utilizate direct de o economie (consum intern de materiale) în raport cu produsul intern brut. Acest indicator oferă informații despre decuplarea dintre utilizarea resurselor naturale și creșterea economică. Productivitatea resurselor (PIB/CIM) este indicatorul de dezvoltare durabilă al Uniunii Europene pentru evaluarea politicilor. Productivitatea resurselor din UE este exprimată prin cantitatea de PIB generată pe unitatea de material direct consumat, adică PIB/CIM în euro/kg. Atunci când se fac comparații în timp sau între țări, este important să se utilizeze unitățile corecte de PIB, astfel încât valorile să fie comparabile și modificările să nu se datoreze variațiilor inflației sau prețurilor. Notă: Productivitatea resurselor este definită ca PIB pe unitatea de consum intern de materiale (CIM), măsurată în euro/kg. O parte din aceste materiale este consumată direct de gospodării, ceea ce înseamnă că nu sunt utilizate ca aport pentru activitățile de producție. Astfel, productivitatea resurselor nu este direct comparabilă cu concepte precum productivitatea muncii sau a capitalului. |

| Producție |
| --- |
| Producția (P.1) reprezintă volumul produselor create în perioada contabilă. În conturile naționale se disting următoarele tipuri de producție: - producția de piață (P.11), - producția pentru uz final propriu (P.12), - producția non-piață (P.13), care este subdivizată în continuare în - plăți pentru producția non-piață (P.131) și - alte producții non-piață (P.132). Producătorii de piață înregistrează numai producția de piață și producția pentru uz final propriu. Producătorii non-piață (care sunt înregistrați în sectoarele administrației publice și instituțiilor non-profit care deservesc gospodăriile) înregistrează în principal producție non-piață. |

| Produsul intern brut (PIB) |
| --- |
| Produsul intern brut (PIB) este o măsură de bază a dimensiunii totale a economiei unei țări. Ca măsură agregată a producției, PIB-ul este egal cu suma valorii adăugate brute a tuturor unităților instituționale rezidente implicate în producție, plus orice taxe pe produse și minus orice subvenții pentru produse. Valoarea adăugată brută este diferența dintre producție și consumul intermediar. PIB-ul este, de asemenea, egal cu: - suma utilizărilor finale ale bunurilor și serviciilor (toate utilizările cu excepția consumului intermediar) măsurate în prețurile de cumpărare, minus valoarea importurilor de bunuri și servicii, - suma veniturilor primare distribuite de unitățile producătoare rezidente. PIB-ul este unul dintre principalii indicatori ai sistemului european de conturi naționale și regionale (ESA 2010). |

| Raportul cotelor chintilelor de venit |
| --- |
| Raportul cotelor chintilelor de venit sau raportul S80/S20 este o măsură a inegalității distribuției venitului. Se calculează ca raportul dintre venitul total primit de cei 20% din populația cu cel mai mare venit (chintila superioară) și cel primit de cei 20% din populația cu cel mai mic venit (chintila inferioară). Toate veniturile sunt calculate ca venit disponibil echivalent. Notă: Raportul cotelor chintilelor de venit compară cele două extreme ale distribuției venitului. Alți indicatori, cum ar fi indicele Gini, măsoară inegalitatea totală de-a lungul întregii distribuții a veniturilor. |

| Rata de ocupare a forței de muncă |
| --- |
| Rata de ocupare a forței de muncă reprezintă procentul de persoane ocupate în raport cu populația totală comparabilă. Pentru rata globală de ocupare, se face comparația cu populația de vârstă activă, dar ratele de ocupare pot fi calculate și pentru un anumit grup de vârstă și/sau sex dintr-o anumită zonă geografică (de exemplu, bărbații angajați cu vârsta între 15-24 de ani față de totalul populației dintr-un stat membru al Uniunii Europene. |

| Rata de risc de sărăcie |
| --- |
| Rata de risc de sărăcie reprezintă ponderea persoanelor cu un venit disponibil echivalent (după transferurile sociale) sub pragul de sărăcie, care este stabilit la 60% din venitul disponibil median echivalent național după transferuri. Acest indicator nu măsoară bogăția sau sărăcia, ci venitul scăzut în comparație cu alți rezidenți din acea țară, ceea ce nu implică neapărat un nivel de trai scăzut. Rata riscului de sărăcie înainte de transferurile sociale este calculată ca ponderea persoanelor care au un venit disponibil echivalent înainte de transferurile sociale care este sub pragul de risc de sărăcie calculat după transferurile sociale. Pensiile, cum ar fi prestațiile pentru limită de vârstă și de urmaș, sunt considerate ca venit (înaintea transferurilor sociale) și nu ca transferuri sociale. Acest indicator examinează inexistența ipotetică a transferurilor sociale. Rata persistentă a riscului de sărăcie reprezintă procentul populației care trăiește în gospodării în care venitul disponibil echivalent a fost sub pragul de risc de sărăcie pentru anul curent și cel puțin doi din ultimii trei. Calculul acestuia necesită un instrument longitudinal, prin care indivizii sunt monitorizați pe parcursul a patru ani. |

| Rata de supraaglomerare a locuinței |
| --- |
| Rata de supraaglomerare a locuinței este definită ca procentul populației care trăiește într-o gospodărie supraaglomerată. Se consideră că o persoană locuiește într-o gospodărie supraaglomerată dacă gospodăria nu deține un număr minim de camere egal cu: - o cameră comună pentru gospodărie, - o cameră pentru fiecare cuplu din gospodărie, - o cameră pentru fiecare persoană singură în vârstă de 18 ani sau mai mult, - o cameră pentru fiecare pereche de persoane singure de același sex cu vârsta cuprinsă între 12 și 17 ani, - o cameră pentru fiecare persoană singură cu vârsta între 12 și 17 ani și neinclusă în categoria precedentă, - o cameră pentru fiecare pereche de copii sub 12 ani. |

| Rata deficiențelor locative severe |
| --- |
| Rata deficiențelor locative severe este definită ca procentul populației care locuiește într-o locuință considerată supraaglomerată, prezentând totodată cel puțin una dintre deficiențele locative. Deficiențele locative reprezintă o măsură a facilităților inadecvate din gospodărie, cum ar fi un acoperiș neetanș, lipsa instalațiilor sanitare (cadă, duș, toaletă interioară) sau o iluminare insuficientă. |

| Rata investițiilor din gospodării |
| --- |
| Rata investițiilor din gospodării este definită ca investiția brută (formarea brută de capital fix, în principal locuințe) împărțită la venitul brut disponibil (ajustat cu valoarea pensiei) al sectorului gospodăriilor în conturile naționale. Investițiile gospodăriilor constau în principal în achiziționarea și renovarea de locuințe. Bunurile de folosință îndelungată (care includ autovehiculele de pasageri) nu sunt considerate ca parte a investițiilor gospodăriilor. |

| Rata investițiilor în afaceri |
| --- |
| Rata investițiilor în afaceri este definită ca investiția brută (formarea brută de capital fix) împărțită la valoarea adăugată brută a societăților nefinanciare. Această valoare raportează investițiile întreprinderilor nefinanciare în active fixe (cladiri, utilaje etc.) la valoarea adăugată creată în timpul procesului de producție. |

| Rata privării materiale sau sociale severe |
| --- |
| Rata privării materiale sau sociale severe (SMSD) este un indicator EU-SILC care arată o lipsă forțată a elementelor necesare și dezirabile pentru un nivel de viață adecvat. Indicatorul, adoptat de Subgrupul pentru Indicatori (ISG) al Comitetului de Protecție Socială (SPC), analizează persoanele care nu își permit un anumit bun, serviciu sau activități sociale. Este definită ca procent al populației care se confruntă cu o incapacitate forțată de a face față pentru cel puțin 7 din 13 elemente privative (6 legate de individ și 7 legate de gospodărie). Lista elementelor la nivel de gospodărie: 1. cheltuieli neașteptate, 2. o săptămână de vacanță anuală departe de casă, 3. restanțe de plată (pentru plăți ipotecare sau chirie, facturi de utilități, rate de achiziție sau alte plăți aferente împrumuturilor), 4. o masă cu carne, pui, pește sau echivalent vegetarian la fiecare două zile, 5. meținerea adecvată a temperaturii în locuință, 6. acces la o mașină/dubă pentru uz personal, 7. înlocuirea mobilierului uzat. Lista elementelor la nivel individual: 1. conexiune la internet, 2. înlocuirea hainelor uzate cu unele noi, 3. două perechi de pantofi corespunzătoare (inclusiv o pereche de pantofi pentru orice vreme), 4. o sumă mică de bani în fiecare săptămână pentru uz personal („bani de buzunar”), 5. activități regulate de petrecere a timpului liber, 6. întâlnirea cu prietenii/familia pentru o băutură/masă cel puțin o dată pe lună. Indicatorul SMSD face parte din analiza ratei riscului de sărăcie sau de excluziune socială definită în cadrul țintei UE 2030 privind sărăcia și excluziunea socială. |

| Reciclarea deșeurilor |
| --- |
| Reciclarea deșeurilor este definită în Directiva-cadru privind deșeurile ca orice operațiune de recuperare prin care deșeurile sunt reprocesate în produse, materiale sau substanțe, fie în scopurile originale, fie în alte scopuri. Include reprocesarea materialelor organice, dar nu include recuperarea energiei și reprocesarea în materiale care urmează să fie utilizate drept combustibili sau pentru reutilizare. Reciclarea poate fi împărțită în două subcategorii: „Reciclarea materialelor” și reciclarea organică „Reciclare prin compostare și digestie”. Acesta din urmă este posibilă doar pentru deșeurile organice colectate separat. Articolul 11 alineatul 2a din Directiva-cadru privind deșeurile impune calcularea ratei de reciclare ca sumă a „Reciclării” și „Pregătirii pentru reutilizare” împărțită la cantitatea de deșeuri generate. |

| Risc de sărăcie sau excluziune socială |
| --- |
| Riscul de sărăcie sau excluziune socială, prescurtat AROPE (At risk of poverty or social exclusion), corespunde numărului total al persoanelor care sunt fie expuse riscului de sărăcie, fie grav defavorizate din punct de vedere material și social sau care trăiesc într-o gospodărie cu o intensitate foarte scăzută a muncii. O persoană este inclusă o singură dată chiar dacă se află în mai mult de una dintre situațiile menționate mai sus. Rata AROPE reprezintă ponderea populației totale care este expusă riscului de sărăcie sau excluziune socială. Este principalul indicator pentru monitorizarea țintei UE 2030 privind sărăcia și excluziunea socială și a fost indicatorul principal pentru monitorizarea țintei privind sărăcia din Strategia UE 2020. Notă: În 2021, indicatorul AROPE a fost modificat, iar noul obiectiv UE 2030 s-a bazat pe definiția revizuită. Indicatorul „privare materială severă” a fost înlocuit cu indicatorul „privare materială și socială severă”, luând în considerare și aspecte sociale, cum ar fi activitățile de petrecere a timpului liber și relațiile sociale, pe lângă aspectele materiale ale privațiunilor. În plus, definiția „intensitate foarte scăzută a muncii” [referitoare la persoanele care trăiesc în gospodării cu (cvasi)șomaj] a fost ajustată, inclusiv prin extinderea grupului de vârstă monitorizat de la 0–59 la 0–64 de ani. În consecință, cele două componente și, prin urmare, indicatorii AROPE prezentați au valori doar din 2015, iar datele nu sunt comparabile cu datele anterioare anului 2022. |

| Schimbări climatice |
| --- |
| Schimbările climatice se referă la modificările climei provocate de om (antropice) despre care se crede că provoacă o creștere a temperaturilor globale determinată de emisiile de gaze precum dioxidul de carbon (CO2) și metanul (CH4), cunoscute sub numele de gaze cu efect de seră. |

| Sectorul administrației publice |
| --- |
| În sistemul european de conturi (SEC2010), punctul 2.111, sectorul administrației publice (S.13) este definit ca fiind format „din unități instituționale care sunt producători non-piață a căror producție este destinată consumului individual și colectiv și sunt finanțate prin plăți obligatorii efectuate de unități aparținând altor sectoare și unități instituționale angajate în principal în redistribuirea venitului și a bogăției naționale”. Sectorul administrației publice are patru subsectoare: - administrație publică centrală (guvernul central), - administrație publică statală (guvernul de stat) - printre statele membre UE raportoare și țările AELS, acest lucru este aplicabil numai în Belgia, Germania, Spania, Austria și Elveția, - administrație publică locală, - fonduri de asigurări sociale - fondurile de asigurări sociale nu sunt raportate separat în Malta și Norvegia. Principalele funcții ale unităților administrației publice sunt: - să organizeze sau să redirecționeze fluxurile de bani, bunuri și servicii sau alte active între corporații, între gospodării și între corporații și gospodării, în scopul justiției sociale, al creșterii eficienței sau în alte scopuri legitimate de cetățeni; exemple sunt redistribuirea venitului și a avuției naționale, impozitul pe profit plătit de companii pentru finanțarea ajutorului de șomaj, contribuțiile sociale plătite de angajați pentru finanțarea sistemelor de pensii, - să producă bunuri și servicii pentru a satisface nevoile gospodăriilor (de exemplu, asistența medicală de stat) sau pentru a satisface colectiv nevoile întregii comunități (de exemplu apărare, ordine publică și siguranță). |

| Sectorul bunurilor și serviciilor de mediu |
| --- |
| Sectorul bunurilor și serviciilor de mediu, denumit și „economie de mediu” sau „eco-industrie”, constă dintr-un set eterogen de producători de bunuri și servicii care vizează protecția mediului și gestionarea resurselor naturale. Bunurile și serviciile de mediu reprezintă produse fabricate sau servicii prestate în scopul principal de: - prevenire sau reducere la minimum a poluării, degradării sau epuizării resurselor naturale, - reparare a daunelor aduse aerului, apei, biodiversității și peisajelor, - reducere, eliminare, tratare și gestionare a poluării, degradării și epuizării resurselor naturale, - desfășurare a altor activități precum măsurarea și monitorizarea, controlul, cercetarea și dezvoltarea, educația, formarea, informarea și comunicarea legate de protecția mediului sau managementul resurselor. |

| Sectorul întreprinderilor |
| --- |
| Sectorul întreprinderilor include: - toate firmele, organizațiile și instituțiile a căror activitate principală este producția pe piață de bunuri sau servicii (altele decât învățământ superior) pentru vânzare către publicul larg la un preț semnificativ din punct de vedere economic, - instituțiile private nonprofit care le deservesc în principal. Nucleul sectorului este alcătuit din întreprinderi private (corporații sau cvasi-corporații), indiferent dacă acestea distribuie sau nu profit. Printre aceste întreprinderi se regăsesc unele firme pentru care activitatea principală este cercetarea și dezvoltarea (institute și laboratoare de cercetare și dezvoltare comerciale). Orice companie privată care prestează servicii de învățământ superior este inclusă în sectorul învățământului superior. În plus, acest sector include companii publice (corporații publice și cvasi-corporații deținute de unități guvernamentale) angajate în principal în producția și vânzarea pe piață a tipului de bunuri și servicii care sunt adesea produse de întreprinderi private, deși, ca o chestiune de politică, prețul stabilit pentru acestea poate fi mai mic decât costul total de producție. Acest sector include și instituțiile non-profit (INP) care sunt producători de piață de bunuri și servicii, altele decât cele din domeniul învățământului superior. |

| Sectorul învățământului superior |
| --- |
| Sectorul învățământului superior este compus din toate universitățile, colegiile de tehnologie și alte institute de învățământ postliceal, indiferent de sursa lor de finanțare sau statutul juridic. De asemenea, include toate institutele de cercetare, stațiunile experimentale și clinicile care funcționează sub controlul direct sau sunt administrate de sau asociate cu instituțiile de învățământ superior. Statistic, unitățile din sectorul învățământului superior sunt clasificate în șase domenii principale ale științei și tehnologiei: - științe ale naturii, - inginerie și tehnologie, - științe medicale, - științe agricole, - științe sociale, - științe umaniste. |

| Sectorul privat non-profit |
| --- |
| Sectorul privat non-profit acoperă instituții private non-profit (non-market), care deservesc gospodăriile (adică publicul larg), cum ar fi societăți profesionale sau academice, organizații de caritate, de ajutorare, sindicate, asociații de consumatori etc., plus orice fonduri care contribuie direct la cercetare și dezvoltare asigurate de către gospodării. Prin convenție, acest sector acoperă și activitățile reziduale de cercetare-dezvoltare ale publicului larg (gospodării), adică cercetare-dezvoltare efectuate de persoane fizice exclusiv în timpul liber și cu propriile lor facilități și pe cheltuiala proprie sau susținute de un grant neeconomic. Următoarele tipuri de organizații private non-profit sunt excluse din acest sector: - cele care prestează în principal servicii întreprinderilor, - cele care servesc în primul rând guvernarea, - cele finanțate în întregime sau în principal și controlate de guvern, - cele care oferă servicii de învățământ superior sau sunt controlate de institute de învățământ superior. |

| Serie de valori corelate (înlănțuite) |
| --- |
| Seria de valori corelate (înlănțuite) este o serie de date economice (cum ar fi PIB, PNB sau tipuri similare de date) din ani succesivi, exprimate în termeni reali (sau constanți, adică ajustați cu rata inflației și deflației) prin calculul valorii agregate a măsurii (de exemplu, PIB sau PNB) folosind pentru fiecare an prețurile din anul precedent și apoi „legănd în lanț” datele între ele pentru a obține o serie temporală de valori pentru care efectele modificărilor prețurilor (adică inflația sau deflația monetară) au fost, cel puțin teoretic, eliminate. Cu alte cuvinte, din datele brute (nominale) despre PIB sau PNB, care reflectă modificări atât în volumul producției, cât și în prețuri, se obține o serie în care modificările dintre ani reflectă doar modificări ale volumului producției (și nu modificări ale prețului). |

| Speranța de viață |
| --- |
| Speranța de viață la o anumită vârstă este numărul mediu suplimentar de ani pe care se poate aștepta să-i trăiască o persoană de acea vârstă, dacă este supusă pe tot parcursul vieții condițiilor actuale de mortalitate (probabilități de deces specifice vârstei, corespunzător ratelor calculate pentru perioada curentă). Speranța de viață fiind exprimată ca numărul de ani pe care oamenii de diferite vârste se pot aștepta să trăiască, începând de la naștere, speranța de viață la naștere este numărul mediu de ani pe care un nou-născut se poate aștepta să îi trăiască dacă este supus de-a lungul vieții condițiilor curente de mortalitate, respectiv probabilitatea de a muri la o anumită vârstă. Orice vârstă ulterioară poate fi, de asemenea, aleasă ca punct de referință; durata totală de viață estimată este atunci acea vârstă plus speranța de viață la acea vârstă, numărul de ani pe care o persoană de acea vârstă se poate aștepta să trăiască dacă tiparele de mortalitate rămân neschimbate. Speranța de viață este în mod normal calculată separat pentru toate nivelurile de vârstă, precum și pentru bărbați, femei și populația totală. |

| Speranța de viață sănătoasă |
| --- |
| Speranța de viață sănătoasă sau „speranța de viață fără dizabilități” reprezintă numărul de ani pe care se așteaptă ca o persoană să continue să trăiască într-o stare sănătoasă. Acest indicator statistic este compilat separat pentru bărbați și femei, la naștere și la vârstele de 50 și 65 de ani. Se bazează pe prevalența (proporția) specifică vârstei a populației în stare sănătoasă și nesănătoasă și pe datele despre mortalitatea specifică vârstei respective. O condiție sănătoasă este definită ca fiind una fără limitare în funcționalitate și fără dizabilități. Indicatorul este calculat urmând metoda Sullivan utilizată pe scară largă. Se bazează pe măsurători ale proporției specifice de vârstă a populației cu și fără dizabilități și pe date despre mortalitate. Avantajul său constă în simplitatea sa, disponibilitatea datelor de bază și independența sa față de dimensiunea și structura de vârstă a populației. Cu toate acestea, diferențele culturale în raportarea dizabilităților pot influența valoarea indicatorului. |

| Standardul puterii de cumpărare |
| --- |
| Standardul puterii de cumpărare (SPC), este o unitate monetară artificială. Teoretic, un SPC poate cumpăra aceeași cantitate de bunuri și servicii în fiecare țară. Cu toate acestea, diferențele de preț peste granițe înseamnă că sunt necesare cantități diferite de unități monetare naționale pentru aceleași bunuri și servicii, în funcție de țară. Unitățile SPP sunt obținute prin împărțirea oricărui agregat economic al unei țări în moneda națională la paritatea puterii de cumpărare din țara respectivă. SPC este termenul tehnic utilizat de Eurostat pentru moneda comună în care sunt exprimate agregatele conturilor naționale atunci când sunt ajustate pentru diferențele de nivel de preț folosind PPC (paritatea puterii de cumpărare). Astfel, PPC poate fi interpretat drept cursul de schimb al SPC față de euro. |

| Suprafața agricolă utilizată |
| --- |
| Suprafața agricolă utilizată este suprafața totală ocupată de teren arabil, pajiști permanente, culturi permanente, sere, solarii și grădini de legume și fructe utilizate de exploatație, indiferent de tipul de proprietate sau dacă este utilizată ca parte a terenului comun. Include: - teren arabil, - pajiști permanente, - culturi permanente, - sere, solarii și grădini de legume și fructe. Exclude: - ferme de ciuperci, - teren agricol neutilizat, - pădure, - alte terenuri, ocupate de clădiri, curți, drumuri, iazuri etc., - suprafața agricolă utilizată care este în regim de proprietate, dar este închiriată altcuiva, - teren comun care nu este cultivat. |

| Șomaj de lungă durată |
| --- |
| Șomajul de lungă durată se referă la numărul de persoane care nu au loc de muncă și caută activ un loc de muncă de cel puțin un an. O persoană șomeră este definită ca având vârsta cuprinsă între 15 și 74 de ani (sau între 16 și 74 de ani în Spania, Islanda și Norvegia, precum și în Regatul Unit) care nu a lucrat în săptămâna de referință, era disponibilă la acel moment pentru a lucra și era fie în căutarea activă a unui loc de muncă în ultimele patru săptămâni, fie și-au găsit deja un loc de muncă, urmând să înceapă activitatea în următoarele trei luni. Perioada de șomaj este definită ca durata căutării unui loc de muncă sau ca durata de timp care a trecut de când a fost ocupat ultimul loc de muncă (dacă este mai scurtă decât timpul petrecut în căutarea unui loc de muncă). Această definiție urmează liniile directoare ale Organizației Internaționale a Muncii. |

| Taxă de mediu |
| --- |
| O taxă de mediu este o taxă a cărei bază de impozitare este o unitate fizică (sau un echivalent al acesteia) a ceva care are un impact negativ specific dovedit asupra mediului și care este definită în sistemul european de conturi (ESA 2010) ca impozit. |

| Tineri nici angajați, nici în educație sau formare |
| --- |
| Indicatorul tineri nici angajați, nici în educație sau formare (Young people neither in employment nor in education and training - NEET) corespunde procentului din populația dintr-o anumită grupă de vârstă și sex care nu este angajată și nu urmează cursuri de educație sau formare. Numărătorul indicatorului se referă la persoanele care îndeplinesc două condiții: - nu sunt angajați (adică sunt șomeri sau inactivi conform definiției Organizației Internaționale a Muncii), - nu au urmat niciun curs de educație sau formare, formal sau non-formal, în cele patru săptămâni premergătoare sondajului. Numitorul reprezintă populația totală din aceeași grupă de vârstă și sex, excluzând respondenții care nu au răspuns la întrebarea referitoare la participarea la un curs (formal) de educație sau formare. |

| Tonă-kilometru (tkm) |
| --- |
| O tonă-kilometru (tkm) este unitatea de măsură a transportului de mărfuri care reprezintă deplasarea unei tone de mărfuri (inclusiv ambalajele și greutățile de tară ale unităților de transport intermodal) prin intermediul unui mod de transport definit (rutier, feroviar, aerian, maritim, căi navigabile interioare, conducte etc.) pe o distanță de un kilometru. Pentru transportul național, internațional și de tranzit, pentru fiecare țară raportoare se ia în considerare doar distanța străbătută pe teritoriul național. |

| Transferuri sociale |
| --- |
| Transferurile sociale acoperă ajutorul social acordat de unitățile instituționale centrale, de stat sau locale. Ele includ: - pensii pentru limită de vârstă și de urmaș, - indemnizații de somaj, - alocații legate de familie, - indemnizații de boală și invaliditate, - beneficii legate de educație, - alocații pentru locuință, - asistență socială, - alte beneficii. |

| Transport interior |
| --- |
| Transportul interior acoperă toate activitățile de transport care au loc pe uscat, adică toate modurile, cu excepția transportului aerian și maritim. Prin urmare, include transportul rutier, feroviar, pe căi navigabile interioare (atât pasageri, cât și mărfuri) și prin conducte (doar mărfuri). |

| Turism |
| --- |
| Turism înseamnă activitatea vizitatorilor care efectuează o călătorie către o destinație principală aflată în afara mediului lor obișnuit, pentru mai puțin de un an, pentru orice scop principal, inclusiv pentru afaceri, agrement sau alt scop personal, altul decât pentru a fi angajați de o entitate rezidentă în locul vizitat. Se pot distinge trei tipuri de turism, în funcție de originea și destinația vizitatorilor: - turism intern înseamnă vizite în interiorul unei țări efectuate de către vizitatori care sunt rezidenți ai țării respective, - turism de intrare înseamnă vizite într-o țară efectuate de către vizitatori care nu sunt rezidenți ai țării respective, - turism de ieșire înseamnă vizite ale rezidenților unei țări efectuate în afara acelei țări. Grupări derivate: - turism național înseamnă turismul intern și turismul de ieșire, - turism interior înseamnă turismul intern și turismul de intrare, - turism internațional înseamnă turismul de intrare și turismul de ieșire. |

| Unitatea de muncă anuală în agricultură |
| --- |
| Unitatea de muncă anuală (UMA) reprezintă gradul de ocupare echivalent cu normă întreagă, adică numărul total de ore lucrate împărțit la media anuală a orelor lucrate în locuri de muncă cu normă întreagă dintr-o țară. O unitate de muncă anuală corespunde muncii prestate de o persoană care este ocupată într-o exploatație agricolă cu normă întreagă. Numărul minim de ore de lucru pentru ca munca să fie considerată cu normă întreagă este definit în prevederile naționale care reglementează contractele de muncă. Dacă acestea nu indică numărul de ore anual, atunci se consideră ca valoare minimă 1.800 de ore (225 de zile lucrătoare a câte opt ore fiecare). Întrucât volumul forței de muncă din agricultură este calculat pe baza locurilor de muncă echivalente cu normă întreagă, nicio persoană nu poate reprezenta mai mult de o UMA. Această constrângere este valabilă chiar dacă se știe că cineva lucrează în activități agricole mai mult decât numărul de ore care definește o normă întreagă în statul membru în cauză. |

| Valoarea adăugată brută |
| --- |
| Valoarea adăugată brută (VAB) este definită ca producție (la prețuri de bază) minus consum intermediar (la prețuri de achiziție) și reprezintă soldul contului de producție al conturilor naționale. VAB poate fi defalcat pe industrie și sector instituțional. Suma VAB pentru toate industriile sau sectoarele plus taxele pe produse minus subvențiile pentru produse dă produsul intern brut PIB. Prin scăderea consumului de capital fix din VAB se obține valoarea adăugată netă corespunzătoare. |

| Valorificarea deșeurilor |
| --- |
| Valorificarea deșeurilor desemnează orice operațiune al cărei rezultat principal este ca deșeurile să servească unui scop util, înlocuind alte materiale care altfel ar fi fost folosite pentru a îndeplini o anumită funcție, sau operațiunea prin care deșeurile sunt pregătite pentru a îndeplini aceeași funcție, în aceeași fabrică sau în economia mai largă. Anexa II la Directiva-cadru privind deșeurile stabilește o listă neexhaustivă a operațiunilor de valorificare. Diferențierea termenilor reutilizare, reciclare și valorificare este importantă pentru înțelegerea și aplicarea obiectivelor stabilite în legislația UE privind deșeurile. Definițiile pentru reciclare și reutilizare din directivele specifice deșeurilor se abat parțial de la definițiile corespunzătoare din Directiva-cadru privind deșeurile: - reciclarea, așa cum este specificat în directivele specifice deșeurilor, nu include în special operațiunile de reutilizare, - reutilizarea, așa cum este definită în Directiva privind ambalajele 94/62/CE și Directiva WEEE 2002/96/CE, cuprinde specificații, dar Directiva-cadru privind deșeurile nu le include. |

| Venit național brut |
| --- |
| Venitul național brut (VNB) reprezintă totalul veniturilor rezidenților unei economii într-o anumită perioadă. Este egal cu PIB minus venitul primar plătit de unitățile rezidente către unitățile nerezidente, plus venitul primar de primit din restul lumii (de la unitățile nerezidente către unitățile rezidente). |

| Venitul disponibil al gospodăriei |
| --- |
| Venitul disponibil al gospodăriei reprezintă suma totală de bani dintr-o gospodărie disponibilă pentru cheltuieli sau economisire după scăderea impozitelor pe venit și a contribuțiilor la pensie. |

| Venitul disponibil echivalent |
| --- |
| Venitul disponibil echivalent este venitul total al unei gospodării, după impozitare și alte deduceri, care rămâne disponibil pentru cheltuieli sau economisire, împărțit la numărul de membri ai gospodăriei convertiți în adulți egalizați; membrii gospodăriei sunt egalizați sau echivalați prin ponderarea fiecăruia în funcție de vârsta lor, folosind așa-numita scală de echivalență OCDE modificată. Venitul disponibil echivalent se calculează în trei etape: - se adună toate veniturile bănești primite din orice sursă de fiecare membru al gospodăriei; acestea includ veniturile din muncă, investiții și beneficii sociale, plus orice alt venit al gospodăriei; din această sumă se scad impozitele și contribuțiile sociale care au fost plătite, - pentru a reflecta diferențele în dimensiunea și componența unei gospodării, venitul total (net) al gospodăriei este împărțit la numărul de „echivalent adulți”, folosind o scală standard (de echivalență): scala OCDE modificată; această scală dă o pondere fiecărui membru al gospodăriei (suma acestor coeficienți reprezintă dimensiunea echivalentă a gospodăriei): - 1,0 pentru primul adult, - 0,5 pentru a doua și fiecare persoană ulterioară în vârstă de 14 ani și peste, - 0,3 pentru fiecare copil cu vârsta sub 14 ani, - în cele din urmă, valoarea rezultată se numește venit disponibil echivalent și este atribuită în mod egal fiecărui membru al gospodăriei. Pentru indicatorii de sărăcie, venitul disponibil echivalent este calculat din venitul disponibil total al fiecărei gospodării împărțit la dimensiunea echivalentă a gospodăriei. Perioada de referință a venitului este de 12 luni (în general anul calendaristic sau fiscal anterior). |

| Violența sexuală |
| --- |
| Violența sexuală reprezintă un act sexual nedorit ca rezultat al forței fizice, amenințării, constrângerii, intimidării, înșelăciunii, drogurilor/alcoolului sau abuzului de vulnerabilitate. Statisticile privind violența sexuală includ violul și agresiunea sexuală. Prostituția, proxenetismul și pornografia nu sunt incluse. |

| Zone rurale |
| --- |
| În contextul indicatorilor din Tabloul de bord al Agendei digitale a UE, zonele rurale sunt definite ca fiind cele cu mai puțin de 100 de locuitori pe km2. |

| Obiectivele de Dezvoltare Durabilă ale Uniunii Europene | Obiectivele de Dezvoltare Durabilă ale Uniunii Europene | Obiectivele de Dezvoltare Durabilă ale Uniunii Europene |
| ODD                                                     | ODD                                                     | Scurtă descriere |
| ------------------------------------------------------- | ------------------------------------------------------- | --- |
|                                                         | Prezentare ODD                                          | Uniunea Europeană - Prezentare ODD Prezentarea ODD-urilor, a situației actuale și progresului Uniunii Europene către îndeplinirea acestora |
|                                                         | ODD 1                                                   | Fără sărăcie Fără sărăcie, în toate formele ei, pretutindeni |
|                                                         | ODD 2                                                   | Zero foamete Eliminarea foametei, asigurarea securității alimentare, îmbunătățirea nutriției și promovarea agriculturii durabile |
|                                                         | ODD 3                                                   | Sănătate și bunăstare Asigurarea unei vieți sănătoase și promovarea bunăstării tuturor, de toate vârstele |
|                                                         | ODD 4                                                   | Educație de calitate Asigurarea unei educații de calitate, incluzivă și echitabilă și promovarea oportunităților de învățare pe tot parcursul vieții, pentru toți                                                                                     |
|                                                         | ODD 5                                                   | Egalitatea de gen Realizarea egalității de gen și creșterea rolului tuturor femeilor și fetelor |
|                                                         | ODD 6                                                   | Apă curată și canalizare Asigurarea disponibilității și gestionarea durabilă a apei și apelor uzate pentru toți |
|                                                         | ODD 7                                                   | Energie curată și la prețuri accesibile Asigurarea accesului la energie accesibilă, fiabilă, durabilă și modernă pentru toți |
|                                                         | ODD 8                                                   | Muncă decentă și creștere economică Promovarea creșterii economice susținute, incluzive și durabile, a ocupării depline și productive a forței de muncă și a muncii decente pentru toți                                                               |
|                                                         | ODD 9                                                   | Industrie, inovare și infrastructură Construcția unei infrastructuri rezistente, promovarea industrializării incluzive și durabile și încurajarea inovației                                                                                           |
|                                                         | ODD 10                                                  | Reducerea inegalităților Reducerea inegalităților în interiorul țărilor și între acestea |
|                                                         | ODD 11                                                  | Orașe și comunități durabile Orașe și comunități incluzive, sigure, rezistente și durabile |
|                                                         | ODD 12                                                  | Consum și producție responsabile Asigurarea unor modele durabile de consum și producție |
|                                                         | ODD 13                                                  | Acțiune climatică Măsuri urgente pentru combaterea schimbărilor climatice și a impactului acestora |
|                                                         | ODD 14                                                  | Viața marină Conservarea și utilizarea durabilă a oceanelor, mărilor și resurselor marine pentru o dezvoltare durabilă |
|                                                         | ODD 15                                                  | Viața terestră Protejarea, restaurarea și promovarea utilizării durabile a ecosistemelor terestre, gestionarea durabilă a pădurilor, combaterea deșertificării, oprirea și inversarea degradării terenurilor și oprirea pierderii biodiversității     |
|                                                         | ODD 16                                                  | Pace, justiție și instituții puternice Promovarea societăților pașnice și incluzive pentru dezvoltarea durabilă, asigurarea accesului la justiție pentru toți și construirea unor instituții eficiente, responsabile și incluzive la toate nivelurile |
|                                                         | ODD 17                                                  | Parteneriate pentru obiective Consolidarea mijloacelor de implementare și revitalizarea parteneriatului global pentru dezvoltare durabilă |
|                                                         | Rezumat ODD Romania                                     | România - Rezumat ODD Privire de ansamblu asupra situației actuale și progresului României către îndeplinirea ODD-urilor |